# Cheryl Ford
Cheryl Ford (Homer, 6 giugno 1981) è un'ex cestista statunitense, professionista nella WNBA.
È la figlia di Karl Malone.

## Carriera
È stata selezionata dalle Detroit Shock al primo giro del Draft WNBA 2003 (3ª scelta assoluta).
Con gli Stati Uniti ha disputato i Campionati mondiali del 2006.

## Palmarès
- 2 volte campionessa WNBA (2003, 2006)
- WNBA Rookie of the Year (2003)
- 2 volte All-WNBA Second Team (2003, 2006)
- WNBA All-Defensive Second Team (2006)
- 2 volte migliore rimbalzista WNBA (2005, 2006)
- Campionessa NWBL (2004)
- Miglior rimbalzista NWBL (2004)